# دومنیکو مارتینلی
 دومنیکو مارتینلی (انگلیسی: Domenico Martinelli؛ ۳۰ نوامبر ۱۶۵۰ – ۱۱ سپتامبر ۱۷۱۸) یک معمار اهل ایتالیا بود.